# Generał diabła
Generał diabła (niem. Des Teufels General) – dramat wojenny produkcji zachodnioniemieckiej z 1955 roku w reżyserii Helmuta Käutnera. Adaptacja sztuki Carla Zuckmayera z 1946 roku pod tym samym tytułem. Zdjęcia kręcono w Berlinie i Hamburgu.

## Opis fabuły
Tytułowy "generał diabła" to generał Harry Harras – bohater lotniczy I wojny światowej oraz osobisty przyjaciel marszałka Göringa. Nieustannie kpiący w towarzystwie z wysokich dygnitarzy hitlerowskich oraz bez ogródek wyrażający swoje antyreżimowe opinie, po odmowie wstąpienia do SS, zostaje aresztowany i osadzony w więzieniu. Oficjalnym powodem aresztowania jest podejrzenie o sabotaż w podległej mu jednostce, wynikający z wysokiej awaryjności "junkersów". Po kilku dniach, na skutek gry operacyjnej SD (która po uwolnieniu z więzienia spodziewa się mieć w Harrym oddanego agenta) zostaje jednak zwolniony. Nieświadomy niczego Harry, udaje się do ministerstwa lotnictwa ze szczerym zamiarem wyjaśnienia przyczyny katastrof. Kiedy jednak dowiaduje się tam, że Niemcy właśnie wypowiedziały wojnę Stanom Zjednoczonym, do reszty rozczarowuje się reżimem i przekonuje o beznadziejności dalszej walki. Wraz ze swoim wiernym druhem Karlem, przeprowadza próbny lot jednej z kwestionowanych maszyn. Odkrywa, że przyczyną katastrof jest błąd konstrukcyjny o którym Karl wiedział od samego początku. Postawiony przez szefa SD Schmidt-Lausitza przed wyborem – albo wskaże winnego katastrof albo zrezygnuje ze wszystkich funkcji – decyduje się na desperacki krok. W ucieczce przed ostrzeliwującymi go SS-manami wskakuje do jednego z egzemplarzy feralnego samolotu i tuż po starcie, lotem nurkowym uderza w ziemię.

## Obsada aktorska
- Curd Jürgens – gen. Harry Harras
- Marianne Koch – Dorothea "Diddo" Geiss
- Viktor de Kowa – Schmidt-Lausitz
- Karl John – Karl
- Eva-Ingeborg Scholz – siostra Anny
- Harry Meyen – por. Hartmann
- Bum Krüger – kpt. Lüttjohann
- Paul Westermeier – szofer Harrasa
- Camilla Spira – śpiewak
- Erica Balqué – Anne Eilers
- Albert Lieven – płk Friedrich Eilers
- Karl Ludwig Diehl – dyrektor Mohrungen
- Beppo Brem – kpt. Pfundtmayer
- Werner Fuetterer – baron von Pflunck
- Joseph Offenbach – hauptsturmführer Zernick
- Wolfried Lier – kelner Detlev
- Ingrid van Bergen – Lyra Schöppke
- Wolfgang Neuss – fotograf w więzieniu
- Robert Meyn – gen. von Stetten
- Hans Daniel – kpt. Hassdenteufel
- Inge Meysel – pani Korrianke
- Werner Riepel – Kleinschmidt, kierowca Göringa
- Werner Schumacher – esesman
- Joachim Hess – esesman
- Gerd Vespermann – reżyser Rösler
- Horst Beck – funkcjonariusz SD

i inni.

## O filmie
Scenariusz filmu powstał na kanwie sztuki niemieckiego dramaturga Carla Zuckmayera, którą ten napisał na emigracji w USA. Film, podobnie jak sztuka, uznany został za obraz rozrachunkowy z okresem reżimu nazistowskiego. W dużym stopniu miał być inspirowany biografią niemieckiego asa lotniczego Ernsta Udeta
Film spotkał się z mieszanymi recenzjami krytyków. Chwalono aktorstwo, zwłaszcza Jürgensa. Dla tego niemłodego już w momencie premiery (40 lat) europejskiego aktora, film stał się przepustką do światowej kariery. Zarzucano jednak obrazowi "brak głębi i powierzchowne zarysowanie kontekstów politycznych". Pomimo tego obraz wziął udział w konkursie głównym o nagrodę Złotego Lwa na 16. MFF w Wenecji.

## Biografia
- Marian B. Michalik (oprac.): Kronika filmu. Warszawa: Wydawnictwo KRONIKA – Marian B. Michalik, 1995, s. 276. ISBN 83-86079-03-7.